# Darovnice Europskog gospodarskog prostora i Kraljevine Norveške
Darovnice Europskog gospodarskog prostora i Norveške predstavljaju doprinos Islanda, Lihtenštajna i Norveške namijenjen smanjenju društvenih i ekonomskih nejednakosti u Europskom gospodarskom prostoru (EGP) i jačanju bilateralnih odnosa s 15 zemalja Europske unije u Srednjoj i Južnoj Europi. Darovnice također pridonose učvršćenju temeljnih europskih vrijednosti kao što su demokracija, tolerancija i vladavina prava. 

## Povijest[1][2]
Darovnice EGP-a i Norveške utemeljene su na Sporazumu o Europskom gospodarskom prostoru. Ovim sporazumom utvrđuje se da su Island, Lihtenštajn i Norveška članice Unutarnjeg tržišta EU, koje omogućuje slobodno kretanje robe, usluga, kapitala i ljudi. Ugovor o unutarnjem tržištu iznosi zajedničke ciljeve rada na smanjenju društvenih i ekonomskih nejednakosti i jačanju suradnje među zemljama članicama Europske unije. 
Otkada je Sporazum o EGP stupio na snagu, Island, Lihtenštajn i Norveška su pomogle društvenom i ekonomskom napretku više zemalja Europske unije i Europskog gospodarskog prostora. Doprinosi su usmjeravani preko Financijskog mehanizma (1994. – 1998.), Financijskog instrumenta (1999. – 2003.) i Darovnica Europskog gospodarskog prostora i Norveške (2004. – 2009., 2009. – 2014., 2014. – 2021.). Ukupno, Norveška, Island i Lihtenštajn su dodijelile financijska sredstva u iznosu od 3,3 milijarde eura kroz uzastopne fondove između 1994. i 2014. Uz to, u financijskom razdoblju od 2014. do 2021., dodijeljeno je dodatnih 2,8 milijarde eura. Ove tri zemlje davatelja omogućuju fondove sukladno njihovoj veličini i BDP-u. Stoga, u okviru zajedničkih fondova EGP-a i Norveške u razdoblju od 2014. do 2021., udio Norveške bio je 97,7%, Islanda 1,6%, i Lihtenštajna 0,7% ukupnih sredstava.
Od 2004. godine postoje dva odvojena mehanizma: Darovnice EGP-a i Norveške darovnice. Sredstva EGP-a financiraju se od strane sve tri zemlje davatelja: Islanda, Lihtenštajna i Norveške, a Norveška uz to financira i svoje vlastite fondove.

## Uvjeti za izbor
Uvjeti dodjele darovnica EGP-a i Norveške odražavaju kriterije uspostavljene za Europski kohezijski fond namijenjen zemljama članicama čiji je Bruto nacionalni dohodak (BND) po stanovniku niži od 90% prosječnog dohotka u Europskoj uniji. U financijskom razdoblju od 2014. do 2021., te zemlje su bile Bugarska, Hrvatska, Cipar, Češka Republika, Estonija, Grčka, Mađarska, Latvija, Litva, Malta, Poljska, Portugal, Rumunjska, Slovačka i Slovenija. Zemlje koje su ušle u Europsku uniju prije 2004. su izuzete iz programa financiranja norveškim fondovima, pa Grčka i Portugal tako primaju samo sredstva Europskog gospodarskog prostora.

## Način rada
EU i tri zemlje davatelja su prvo sklopile Memorandum o razumijevanju za ukupni doprinos i raspodjelu fondova zemljama korisnicama. Raspodjela po zemljama ovisi o broju stanovnika i BDP-u po glavi stanovnika, pa je tako najveća zemlja korisnica Poljska, a za njom ide Rumunjska. Najmanja država korisnica je Malta.
Kao drugo, Island, Lihtenštajn i Norveška pregovaraju sa svim zemljama korisnicama i ugovaraju programe koji će biti provedeni, njihove ciljeve i iznos sredstava koja se dodjeljuju u svakom pojedinačnom programu. Ugovori su utemeljeni na potrebama i prioritetima država korisnica i opsegu suradnje s državama davateljima. Europska komisija se konzultuje tijekom pregovora, kako bi se izbjeglo dupliciranje i zajamčilo da se fondovi ciljano koriste tamo gdje će imati najveći utjecaj. Programi koji se provode prema Darovnicama Europskog gospodarskog prostora i Norveške moraju ispuniti pravila i standarde Europske unije glede prava, dobrog upravljanja, održivog razvoja i rodne ravnopravnosti.
Fondovi koje dodjeljuje Europska unija i darovnice Europskog gospodarskog prostora i Norveške su dopunskog tipa, i za njih su obično zadužena ista Upravljačka tijela na nacionalnoj razini. Darovnicama EGP-a i Norveške se često financiraju projekti u područjima gdje nije dostupno financiranje Europske unije ili same države. 
Nacionalne fokalne točke su nadležne za cjelokupno upravljanje programima u zemljama korisnicama. Upravljači programa razvijaju programe i upravljaju njima, često u suradnji s partnerima iz zemalja davatelja, i raspoređuju sredstva za projekte. Odabir projekata se obično vrši po pozivu za dostavu prijedloga Upravljača programa.

## Jačanje bilateralne suradnje
Jedan od dva glavna cilja darovnica EGP-a i Norveške je da povećaju suradnju i odnose među zemljama korisnicama i zemljama davateljima. Partnerstva među subjektima zemalja korisnica i istim tijelima Islanda, Lihtenštajna ili Norveške su temeljni dio Darovnica i ona nude jedinstvenu priliku za sučeljavanje sa zajedničkim europskim izazovima. 
U bitnoj mjeri se promiču bilateralna partnerstva javnih i privatnih institucija zemalja davatelja i zemalja korisnica. Suradnja među ljudima i institucijama na upravnoj i političkoj razini, kao i u privatnom sektoru, na sveučilištima i u građanskom društvu je uvjet jačanju bilateralnih odnosa. 

### Darovnice EGP-a i Norveške u razdoblju od 2014. do 2021
Za razdoblje 2014. – 2021. predviđena su sredstva od 2,8 milijardi eura za program Darovnica. Darovnice EGP-a (1,55 milijardi eura) se sufinanciraju od strane Islanda (3%), Lihtenštajna (1%) i Norveške (96%) i dostupne su u 13 zemalja koje su se pridružile Europskoj uniji poslije 2003. godine. Doprinos pojedinačnih zemalja davatelja utemeljen je na njihovom Bruto domaćem proizvodu (BDP). 

### Područja potpore
Pet Prioritetnih sektora (Ps) i 23 povezane Programske oblasti (Po) uspostavljeni za razdoblje od 2014. do 2021. odražavaju prioritete izložene u „Strategiji Europa 2020“ – desetogodišnjoj strategiji razvoja Europske unije za pametan, održiv i inkluzivan rast – i u 11 ciljeva kohezijske politike Europske unije. Njihova svrha je doprinos rastu i zapošljavanju, sučeljavane s klimatskim promjenama i energetskom ovisnošću, uz istodobno umanjenje siromaštva i socijalne isključenosti. 

#### PS 1: Inovacije, istraživanje, obrazovanje i konkurentnost
1. Razvoj poslovanja, inovacije i mala i srednja poduzeća
2. Istraživanje
3. Obrazovanje, stipendije, pripravništvo i mladi poduzetnici
4. Ravnoteža poslovnog i privatnog života
5. Socijalni dijalog – dostojanstven rad

#### PS 2: Socijalna inkluzija, zapošljavanje mladih i umanjenje siromaštva
6. Izazovi za javno zdravstvo u Europi
7. Inkluzija i jačanje romskog stanovništva
8. Rizične grupe djece i mladih
9. Sudjelovanje mladih na tržištu rada
10. Lokalni razvoj i umanjenje siromaštva

#### PS 3: Okoliš, energija, klimatske promjene i gospodarstvo s niskom emisijom ugljika
11. Okoliš i ekosustavi
12. Obnovljiva energija, energetska učinkovitost, energetska sigurnost
13. Klimatske promjene, ublažavanje i prilagodba

#### PS 4: Kultura, građansko društvo, dobro upravljanje i temeljna prava i slobode
14. Kulturno poduzetništvo, kulturna baština i kulturna suradnja
15. Građansko društvo
16. Dobro upravljanje, odgovorne institucije, transparentnost
17. Ljudska prava – provedba na nacionalnoj razini

#### PS 5: Pravosuđe i unutarnji poslovi
18. Azil i migracije
19. Kazneno-popravne usluge i pritvori
20. Međunarodna policijska suradnja i borba protiv kriminala
21. Djelotvornost i učinkovitost pravosudnog sustava, jačanje vladavine prava
22. Obiteljsko i rodno utemeljeno nasilje
23. Sprječavanje nepogoda i pripremljenost
Nova značajka Darovnica EGP-a i Norveške 2014. – 2021. je uspostavljanje Fonda za zapošljavanje mladih (65,5 milijuna eura) i Fonda za regionalnu suradnju (34,5 milijuna eura). Ovi fondovi pružaju podršku prekograničnim i transnacionalnim inicijativama za projekte koji traže rješenja za neke od zajedničkih izazova za Europu. 
Svi programi u okviru Darovnica EGP-a i Norveške 2014. – 2021. primjenjivat će se do 30. travnja 2024. godine.

### Suradnja i vanjski partneri
Partneri u Donatorskom programu (PDP) imaju stratešku ulogu u planiranju i provedbi, kao i u olakšavanju uspostavljanja partnerstva u projektu. U financijskom razdoblju 2014. – 2021. sudjelovao je 21 PDP-a[neaktivna poveznica] (dva s Islanda, jedan iz Lihtenštajna i 18 iz Norveške). 
Partneri u Donatorskom programu su pretežno javna upravna tijela s nacionalnom nadležnošću u svom području i širokim međunarodnim iskustvom. Ovi PDP-i se postavljaju na inicijativu zemalja davatelja. 
Međuvladine organizacije i akteri igraju bitnu ulogu u programu Darovnica EGP-a i Norveške, budući da oni nadgledaju ispunjenje međunarodnih konvencija i sporazuma diljem Europe. Spomenute organizacije daju potporu u oblasti ljudskih prava, demokracije i vladavine prava. Davatelji su, kako bi zajamčili da programi i projekti Darovnica EGP-a i Norveške ispunjavaju europske i međunarodne standarde, uspostavili strateško partnerstvo s tri europska partnera koji nastupaju kao Međunarodne partnerske organizacije u financijskom razdoblju 2014. – 2021.
- Agencija Europske unije za temeljna prava (FRA) sudjeluje u više programa i projekata na temu inkluzije i temeljnih prava Roma. Program Darovnica također surađuje s Agencijom FRA pri organiziranju događaja na temu ljudskih prava na visokoj razini.
- Vijeće Europe je najsveobuhvatniji vanjski partner programa Darovnica i sudjeluje u više programa. Ova organizacija daje strateške savjete i tehničke podatke u području ljudskih prava, demokracije i vladavine prava.
- Organizacija za ekonomsku suradnju i razvoj (OCDE) predstavlja strateškog partnera za Darovnice na polju dobrog upravljanja, gdje sudjeluje u više programa i projekata.

## Darovnice EGP-a i Norveške u razdoblju od 2009. do 2014.[3]
U razdoblju 2009. – 2014., u okviru Darovnica je dodijeljeno 1,8 milijardi eura. Darovnice EGP-a (993,5 milijuna), financirane zajednički od strane Islanda (3%), Lihtenštajna (1%) i Norveške (96%), bile su dostupne u 16 zemalja. Darovnice Norveške (804,6 milijuna eura), financirane isključivo od strane Norveške, bile su namijenjene 13 zemalja koje su se priključile Europskoj uniji poslije 2003. godine. Španjolska je primila samo prijelazno financiranje u razdoblju od 2009. do 2014. Hrvatska je, po ulasku u EU 2013. godine, postala i član EGP-a 2014., a otuda i zemlja korisnica Darovnica EGP-a i Norveške. 
Tablica 1. Financiranje iz Darovnica EGP-a i Norveške u razdoblju 2009. – 2014.
| Zemlja          | Darovnice EGP-a | Norveške darovnice | Ukupna alokacija | % iskorištenosti |
| Bugarska        | € 78 600 000    | € 48 000 000       | € 126 600 000    | 79.49%           |
| Hrvatska        | € 5 000 000     | € 4 600 000        | € 9 600 000      | 63.33%           |
| Cipar           | € 3 850 000     | € 4 000 000        | € 7 850 000      | 96.38%           |
| Češka Republika | € 61 400 000    | € 70 400 000       | € 131 800 000    | 84.13%           |
| Estonija        | € 23 000 000    | € 25 600 000       | € 48 600 000     | 97.12%           |
| Grčka           | € 63 400 000    | € 0                | € 63 400 000     | 86.28%           |
| Mađarska        | € 70 100 000    | € 83 200 000       | € 153 300 000    | 57.76%           |
| Latvija         | € 34 550 000    | € 38 400 000       | € 72 950 000     | 87.66%           |
| Litva           | € 38 400 000    | € 45 600 000       | € 84 000 000     | 95.26%           |
| Malta           | € 2 900 000     | € 1 600 000        | € 4 500 000      | 98.76%           |
| Poljska         | € 266 900 000   | € 311 200 000      | € 578 100 000    | 91.69%           |
| Portugal        | € 57 950 000    | € 0                | € 57 950 000     | 90.51%           |
| Rumunjska       | € 190 750 000   | € 115 200 000      | € 305 950 000    | 82.21%           |
| Slovačka        | € 38 350 000    | € 42 400 000       | € 80 750 000     | 79.80%           |
| Slovenija       | € 12 500 000    | € 14 400 000       | € 26 900 000     | 91.37%           |
| Španjolska      | € 45 850 000    | € 0                | € 45 850 000     | 89.46%           |
| Ukupno          | € 993 500 000   | € 804 600 000      | € 1 798 100 000  | 85.11%           |

* % iskorištenosti prihvatljivog iznosa troškova. Podaci od 5. rujna 2019., podložni promjeni. 
Izvor: Konačni pregled Darovnica EGP-a i Norveške u periodu 2009. – 2014., brza ocjena, konačno izvješće. Ožujak 2019. 

### Područja potpore
U razdoblju od 2009. do 2014. Darovnice EGP-a i Norveške su dodijeljene u okviru devet prioritetnih sektora (Ps) i 32 Programske oblasti (Po), kao što se može vidjeti Tablici 2. Alocirana sredstva po svakom Prioritetnom sektoru označena su u grafiku niže. 
Table 2. Prioritetni sektori (Ps) i Programske oblasti (Po) u okviru Darovnica EGP-a i Norveške za razdoblje 2009. – 2014.
| Darovnice EGP-a | Darovnice Norveške |
| Zaštita i upravljanje okolišem Integrirano upravljanje morskim i unutarnjim vodama Usluge u području biološke raznolikosti i ekosustava Praćenje stanja okoliša, integrirano planiranje i kontrola Umanjenje prisutnosti opasnih tvari                                                                                                  | Izdvajanje i spremanje ugljika Izdvajanje i spremanje ugljika |
| Klimatske promjene i obnovljiva energija Energetska učinkovitost Obnovljiva energija Prilagodba klimatskim promjenama Pomorski sektor Istraživanje i tehnologija povezani s okolišem i klimatskim promjenama | Inovacije u zelenoj industriji |
| Građansko društvo Fondovi za nevladine organizacije | Dostojanstven rad i tripartitni dijalog Globalni fond za dostojanstven rad i tripartitni dijalog |
| Građansko društvo Fondovi za nevladine organizacije | Pravosuđe i unutarnji poslovi Obiteljsko i rodno utemeljeno nasilje Suradnja u Schengenu i borba protiv prekograničnog i organiziranog kriminala, uključujući trgovinu i ulične kriminalne grupe Izgradnja sudskih kapaciteta i suradnja Kazneno popravne usluge i sankcije koje ne obuhvaćaju oduzimanje slobode Pravosuđe i unutarnji poslovi |
| Ljudski i socijalni razvoj Djeca i mladi u situacijama rizika Lokalne i regionalne inicijative za smanjivanje nejednakosti u državi i promidžbu socijalne inkluzije Inicijative na polju javnog zdravlja Poticanje rodne ravnopravnosti i ravnoteže profesionalnog i privatnog života Institucionalni okvir u sektoru azila i migracija | Ljudski i socijalni razvoj Izgradnja kapaciteta i institucionalna suradnja između zemalja korisnika i norveških javnih institucija na lokalnoj i regionalnoj razini Prekogranična suradnja Inicijative u oblasti javnog zdravstva Promicanje rodne ravnopravnosti i ravnoteže profesionalnog i privatnog života.                                |
| Zaštita kulturne baštine Očuvanje i revitalizacija kulturne i prirodne baštine Promidžba raznolikosti u kulturi i umjetnosti u okviru Europske kulturne baštine | Ljudski i socijalni razvoj Izgradnja kapaciteta i institucionalna suradnja između zemalja korisnika i norveških javnih institucija na lokalnoj i regionalnoj razini Prekogranična suradnja Inicijative u oblasti javnog zdravstva Promicanje rodne ravnopravnosti i ravnoteže profesionalnog i privatnog života.                                |
| Istraživanje i stipendije Istraživanje u prioritetnim sektorima Stipendije | Istraživanje i stipendije Bilateralna suradnja u istraživanju Bilateralni program stipendija |

Izvor: Plava knjiga 2009.-2014.

### Suradnja
Suradnja kroz bilateralne programe i projekte omogućuje prostor za razmjenu znanja, učenje iz najboljih praksi i razvoj zajedničkih politika. 23 partnera u Donatorskom programu  Arhivirana inačica izvorne stranice od 3. veljače 2020. (Wayback Machine)  sudjelovala su u financiranju u razdoblju od 2009. do 2014. (20 iz Norveške, dva s Islanda i jedan iz Lihtenštajna). Uz to, Vijeće Europe je nastupalo kao partner u više programa.
Partneri u Donatorskim projektima sudjelovali su u preko 30% od ukupno 7000 financiranih projekata, a radilo se o više od 1000 partnera iz zemalja davatelja (185 s Islanda, 11 iz Lihtenštajna i 780 iz Norveške).

### Rezultati
Konačni pregled programa Darovnica EGP-a i Norveške za razdoblje od 2009. do 2014. pokazao je da je potpora iz Darovnica pružena u 16 zemalja EU. Niže se navodi lista neovisnih ocjena i izviješća sastavljenih za financijsko razdoblje 2009. – 2014.: 
- Brza ocjena istraživačkih programa
- Brza ocjena poboljšanja inkluzije Roma
- Brza ocjena programa rodne ravnopravnosti
- Srednjoročna ocjena potpore jačanju bilateralnih odnosa
- Ocjena dostojanstvenog rada i tripartitnog dijaloga – konačno izvješće
- Srednjoročna ocjena sektora kulturne baštine – glavno izvješće
- Srednjoročni pregled programa nevladinih organizacija – glavno izvješće
- Darovnice EGP-a i Norveške za razdoblje 2009.-2014. Pregled upravljanja rizikom

Preko poveznice Rezultati i podatkovni portal za Darovnice EGP-a i Norveške možete saznati više informacija o programima i projektima koji su financirani u razdoblju 2009. – 2014.

## Darovnice EGP-a i Norveške u razdoblju od 2004. do 2009.[2]
Proširenjem Europske unije u 2004. godini na deset novih zemalja Cipar, Češka Republika, Estonija, Mađarska, Latvija, Litva, Malta, Poljska, Slovačka i Slovenija su ušle u Europsku uniju, a tako i u Europski gospodarski prostor (EGP).
Proširenje je zahtijevalo bitno uvećanje doprinosa Europskoj koheziji. Većina novih zemalja članica bile su znatno ispod prosječne razine socijalnog i gospodarskog razvoja u EU.
Darovnice EGP-a i Norveške su pružile sredstva u iznosu od 1,3 milijuna eura za razdoblje od 2004. do 2009. Darovnice EGP-a (672 milijuna eura) dale su potporu 15 zemalja korisnika u Srednjoj i Južnoj Europi. Norveške darovnice su omogućile dodatnih 567 milijuna eura za deset zemalja koje su se pridružile Europskoj uniji 2004. godine.
Pored ova dva mehanizma, Norveška je alocirala dodatnih 68 milijuna eura kroz norveški program za bilateralnu suradnju s Bugarskom i Rumunjskom, kada su te dvije države pristupile Europskoj uniji 2007. godine.
Norveška je, kao najveća zemlja davatelj, osigurala gotovo 97 % ukupnih sredstava za razdoblje 2004. – 2009. 

### Područja potpore
U razdoblju od 2004. do 2009., 1250 projekata dobilo je financijsku potporu kroz Financijske mehanizme EGP-a i Norveške. Ovi projekti su financirani u sljedećim oblastima:
- Okoliš i održivi razvoj
- Očuvanje Europske kulturne baštine
- Civilno društvo
- Schengen i pravosuđe
- Zdravstvo i skrb o djeci
- Izgradnja institucionalnih kapaciteta i razvoj ljudskih resursa
- Akademsko istraživanje i stipendije
- Regionalna i prekogranična suradnja
- Izgradnja institucionalnih kapaciteta

### Suradnja
Više od jednog od svakih pet podržanih projekata bili su partnerski projekti subjekata u zemljama korisnicama i Islandu, Lihtenštajnu i Norveškoj.

### Rezultati
Konačni pregled programa Darovnica EGP-a i Norveške za razdoblje od 2004. do 2009. zaključuje da su „Darovnice EGP-a i Norveške 2004-2009. pridonijele umanjenju nejednakosti u Europi […] a doprinos na lokalnoj razini bio je znatan” (Konačno izvješće, Nordijska konzalting grupa, siječanj 2012.). 
Sljedeće neovisne ocjene i pregledi napravljeni su za financijsko razdoblje od 2004. do 2009. godine. 
- Darovnice EGP-a i Norveške 2004-2009: Pregled norveških partnerskih projekata
- Darovnice EGP-a i Norveške 2004-2009: Ocjena financiranja nevladinih organizacija
- Darovnice EGP-a i Norveške 2004-2009: Pregled financiranja uštede energije i proizvodnje obnovljive energije u Poljskoj
- Darovnice EGP-a i Norveške 2004-2009: Srednjoročna ocjena
- Darovnice EGP-a i Norveške 2004-2009: Pregled financiranja biološke raznolikosti
- Darovnice EGP-a i Norveške 2004-2009: Ocjena potpore Schengenskoj stečevini i jačanju pravosudnog sustava
- Darovnice EGP-a i Norveške 2004-2009: Pregled potpore kulturnoj baštini u Češkoj Republici
- Darovnice EGP-a i Norveške 2004-2009: Ocjena financiranja zdravstva i skrbi o djeci u Rumunjskoj
- Darovnice EGP-a i Norveške 2004-2009: Ocjena financiranja zdravstva i skrbi o djeci u Litvi
- Darovnice EGP-a i Norveške 2004-2009: Ocjena financiranja zdravstva i skrbi o djeci u Mađarskoj
- Darovnice EGP-a i Norveške 2004-2009: Ocjena financiranja zdravstva i skrbi o djeci u Češkoj Republici
- Darovnice EGP-a i Norveške 2004-2009: Ocjena financiranja zdravstva i skrbi o djeci
- Darovnice EGP-a i Norveške 2004-2009: Pregled regionalnog razvoja i prekogranične suradnje
- Darovnice EGP-a i Norveške 2004-2009: Ocjena financiranja sektora kulturne baštine
- Darovnice EGP-a i Norveške 2004-2009: Konačno izvješće
- Darovnice EGP-a i Norveške 2004-2009: Ocjena financiranja sektora akademskog istraživanja

## Financijski instrument 1999. – 2003.[2]
U razdoblju od 1999. do 2003. godine, Grčka, Irska, Sjeverna Irska, Portugal i Španjolska primile su 119,6 milijuna eura od Islanda, Lihtenštajna i Norveške, zemalja članica EGP-a i EFTA-e. Podržani su projekti u područjima zaštite okoliša, urbane obnove, zagađenja u gradskim područjima, zaštiti kulturne baštine, prijevoza, obrazovanja i osposobljavanja, i akademskog istraživanja. Oko 93% sredstava utrošeno je na projekta zaštite okoliša. 
Preuzeti Konačno izviješće o financijskom dokumentu za razdoblje 1999. -2003.

## Financijski mehanizam za razdoblje od 1994. do 1998.[2]
Financijski mehanizam za razdoblje 1994. – 1998. obuhvaćao je Grčku, Irsku, Sjevernu Irsku, Portugal i Španjolsku. Podržani su projekti u područjima zaštite okoliša, obrazovanja i osposobljavanja i prijevoza. Dodatno na 500 milijuna eura za podršku projektima, osigurani su i popusti na kamate za zajmove Europske investicijske banke (EIB) u iznosu od 1,5 milijardi eura.
Finska, Švedska i Austrija, članice EFTA-e do 1994., napustile su ovu zajednicu i pristupile Europskoj uniji. Europska komisija je tada preuzela odgovornost za doprinos ove tri zemlje Financijskom mehanizmu 1994. – 1998.
Preuzeti Konačno izvješće za Financijski mehanizam za razdoblje 1994-1998.

## Ostale poveznice
- Godišnje izvješće 2017/2018  Arhivirana inačica izvorne stranice od 20. rujna 2020. (Wayback Machine)
- Portal s rezultatima i podatcima
- Službena stranica Darovnica EGP-a i Norveške
- Instagram Darovnica EGP-a i Norveške
- Twitter Darovnica EGP-a i Norveške
- LinkedIn Darovnica EGP-a i Norveške[neaktivna poveznica]
- Facebook Darovnica EGP-a i Norveške
- Europska slobodna trgovinska zona (EFTA)
- Nadzorno tijelo EFTA-e
- Stranica norveške vlade o Darovnicama EGP-a i Norveške